# Arremon
Arremon är relativt stort släkte i familjen amerikanska sparvar inom ordningen tättingar. Arterna i släktet förekommer i Latinamerika. Släktet omfattar numera vanligtvis 21–22 arter sedan de i släktena Buarremon och Lysurus inkluderats i Arremon samt att A. torquatus delats upp i ett flertal arter:
- Santamartasparv (A. basilicus)
- Perijásparv (A. perijanus)
- Costaricasparv (A. costaricensis)
- Colombiasparv (A. atricapillus)
- Caracassparv (A. phaeopleurus)
- Pariasparv (A. phygas)
- Gråbrynad sparv (A. assimilis)
- Boliviasparv (A. torquatus)
- Orangenäbbad sparv (A. aurantiirostris)
- Svartkronad sparv (A. abeillei)
- Guldvingad sparv (A. schlegeli)
- Halsbandssparv (A. taciturnus)
- Méridasparv (A. axillaris) – inkluderas ofta i halsbandssparven
- Caatingasparv (A. franciscanus)
- Svartfläckad sparv (A. semitorquatus)
- Mossparv (A. dorbignii) – tidigare underart till ’'flavirostris
- Saffransnäbbad sparv (A. flavirostris)
- Marañónsparv (A. nigriceps)
- Grönstreckad sparv (A. virenticeps)
- Kastanjekronad sparv (A. brunneinucha)
- Brunkronad sparv (A. crassirostris)
- Ravinsparv (A. castaneiceps)